# St. Michael (Michelsberg)

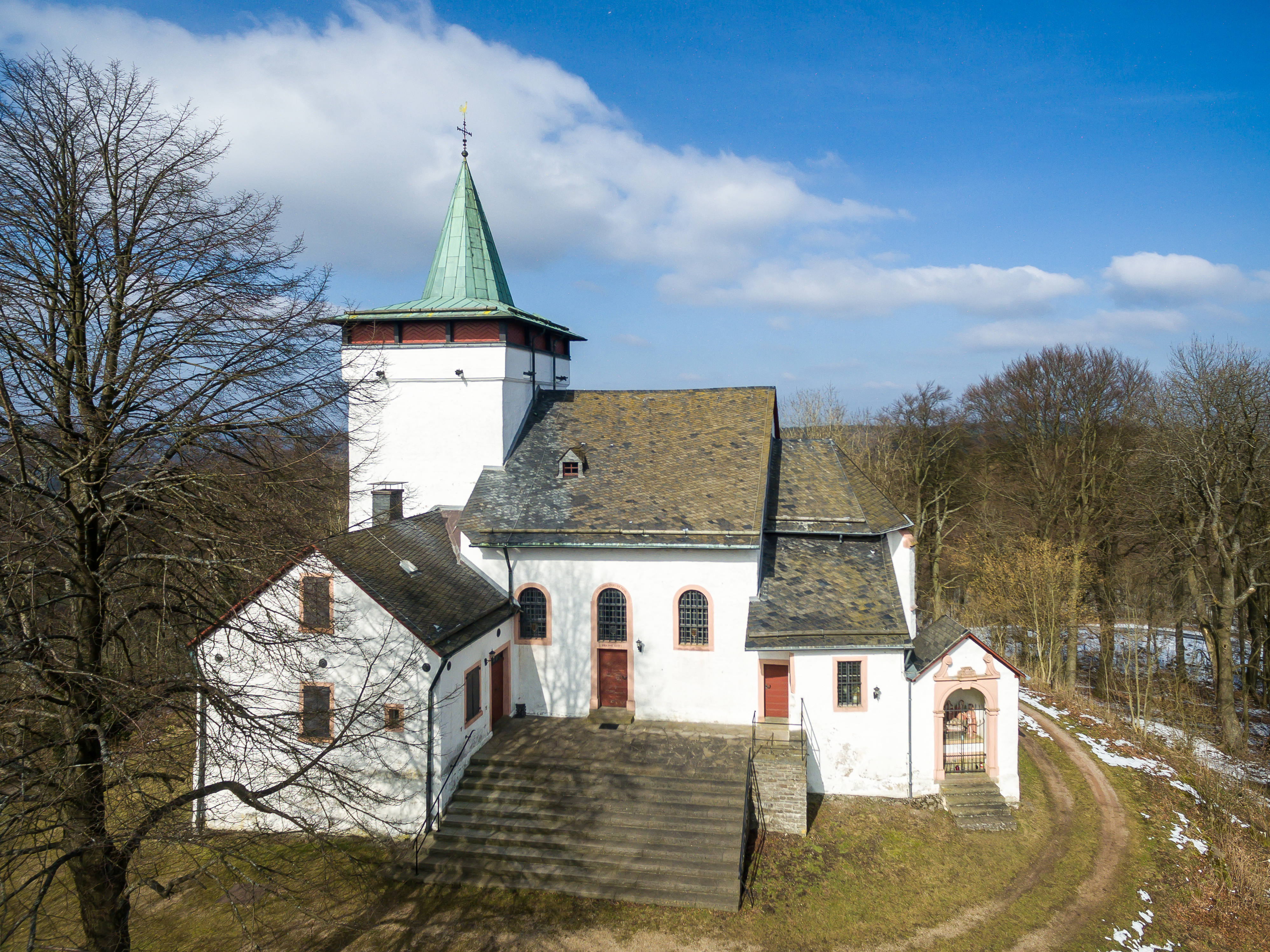
Kapelle St. Michael auf dem Michelsberg

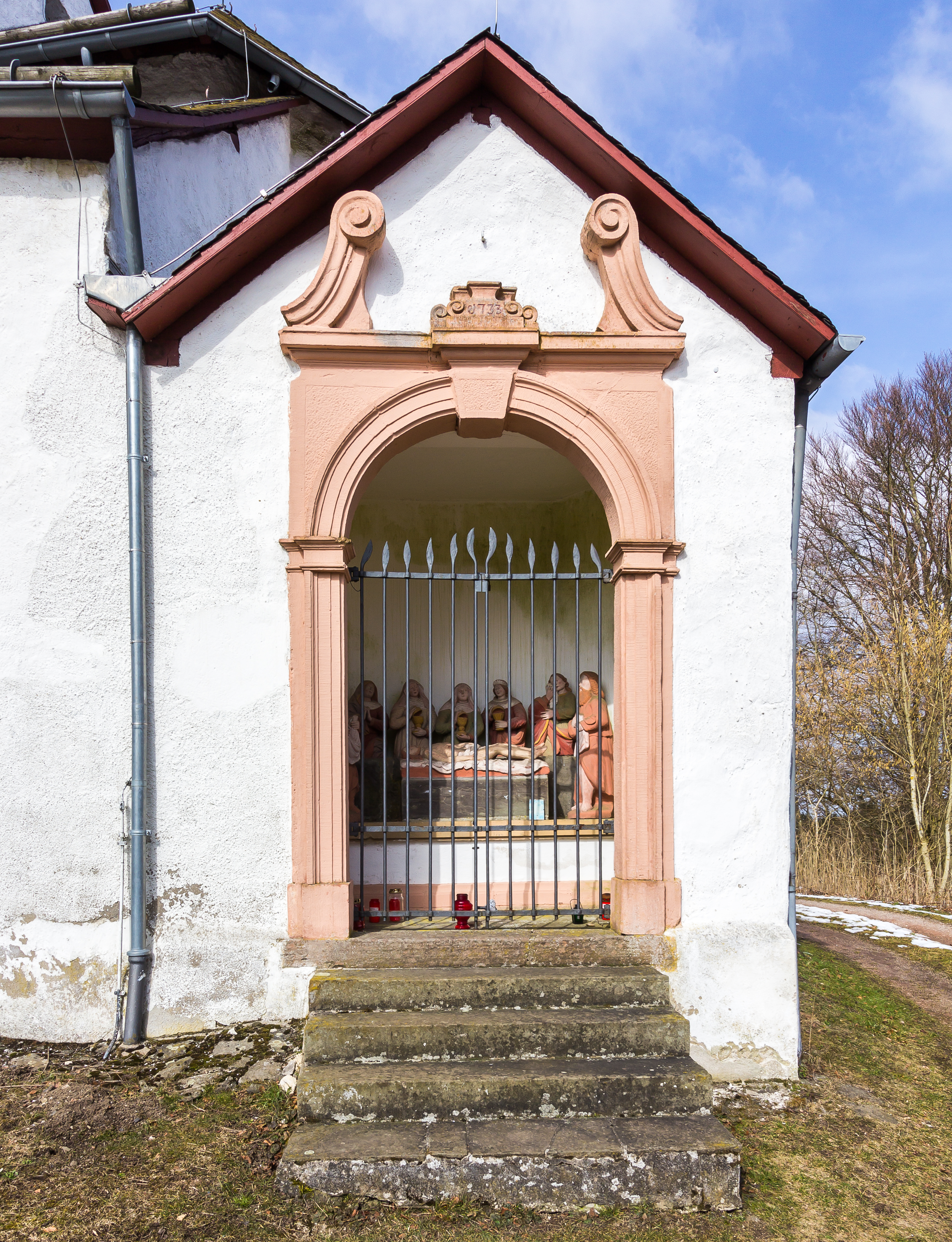
Heiligenhäuschen mit Grablegungsgruppe

Die Wallfahrtskapelle St. Michael steht im Eifelteil Ahrgebirge auf dem Michelsberg bei Mahlberg, einem Stadtteil von Bad Münstereifel im nordrhein-westfälischen Kreis Euskirchen. Der römisch-katholische Kirchenbau ist als Baudenkmal ausgewiesen und befindet sich auf der bewaldeten Basaltkuppe Michelsberg, der höchsten Erhebung im Bad Münstereifeler Stadtgebiet. Die Kapelle besteht aus verputztem Bruchstein mit Hausteinrahmungen. Ihre Dächer sind mit Schiefer gedeckt.

## Geschichte
Es wird davon ausgegangen, dass bereits zu Anfang des 14. Jahrhunderts eine erste Kapelle auf dem Michelsberg errichtet wurde. Ein Messbuch, das auf das Jahr 1456 datiert ist, wurde für die „Michaelskapelle auf dem Mahlberg“ geschrieben, wobei sich diese Ortsbezeichnung auf den früheren Namen des Michelsbergs bezieht.
Von der schließlich um 1500 errichteten Kapelle ist heute nur noch der spätgotische Chor mit Netzgewölbe erhalten. Das querrechteckige Kirchenschiff mit einem vorgesetzten, dreigeschossigen Westturm wurde im späten 17. Jahrhundert errichtet und von 1857 bis 1860 erneuert, nachdem es durch einen Blitzeinschlag im Jahr 1836 zu großen Teilen niedergebrannt war. Der Turmhelm wurde im Jahr 1869 aufgesetzt. Im Rahmen seiner Erneuerung in den Jahren 1934 bis 1935 wurde auch eine Aussichtsplattform im Turm geschaffen.
Auch das 1699 an der südlichen Seite des Turms errichtete, ursprünglich zweigeschossige Priesterwohnhaus wurde durch den Brand infolge des Blitzeinschlags bis auf das Erdgeschoss zerstört und gleichzeitig mit Schiff und Turm als eingeschossiger Bau wiederhergestellt.
An der Südseite des Chors wurden 1733 eine Sakristei und ein Heiligenhäuschen mit Grablegungsgruppe angebaut.
Zwischen 1953 und 1961 wurde die Kapelle systematisch instand gesetzt. Dabei wurden die Dächer neu gedeckt, der Außen- und Innenputz erneuert sowie die Stuckdecke des Kirchenschiffes hergerichtet. Auch die an der Südseite befindliche Freitreppe, die zum Portal der Kirche führt, wurde im Rahmen der Instandsetzung neu geschaffen.